# ESCM-SP
 
eSCM-SP (pour eSourcing Capability Model for Service Providers) est le volet prestataire du référentiel eSCM (pour eSourcing Capability Model) qui a été conçu en 2002 par l'Université Carnegie-Mellon. eSCM-SP est un référentiel de bonnes pratiques avec trois objectifs :
1. fournir aux prestataires des directives pour les aider à améliorer leur aptitude tout au long du cycle de vie du sourcing ;
2. fournir aux organisations clientes un outil d’évaluation objectif de l’aptitude des prestataires ;
3. donner aux prestataires un standard leur permettant de se différencier de leurs concurrents.

## eSourcing
L’eSourcing dans ce cas concerne les services de mise en place, de support et de maintien des moyens informatiques d'une organisation. Ces services vont des activités récurrentes opérationnelles et non critiques aux processus les plus stratégiques qui impactent directement la profitabilité de l’entreprise.

## Points clés du sourcing
Pendant le développement d’eSCM-SP, 23 points clés ont été identifiés comme devant être traités pour s’assurer du succès du sourcing. Ces points clés ont été classés selon six thèmes :
1. Gérer de bonnes relations entre le prestataires de services et le client, les utilisateurs finaux, les sous-traitants et toutes les parties prenantes.
2. Sélectionner, embaucher et fidéliser une équipe de travail motivée.
3. Fournir des services bien définis qui répondent aux besoins clients et correspondent aux engagements pris.
4. Gérer les menaces récurrentes sur le métier, telles que les problèmes de sécurité, la gestion des risques, les plans de reprise d’activité et les exigences règlementaires et légales.
5. Fournir des services de qualité en constante amélioration.
6. Gérer le transfert du service aussi bien pendant la phase d’initialisation que pendant la réversibilité.

## Structure du modèle
La version actuelle du modèle, eSCM-SP v2 datant de 2004, est composée de 84 pratiques qui concernent les aptitudes requises pour les prestataires de services basés sur les TI. Chaque pratique est définie selon 3 dimensions :
1. Le cycle de vie du sourcing ;
2. le domaine d’aptitude ;
3. le niveau d’aptitude.

## Cycle de vie du sourcing
La première des dimensions est le positionnement de la pratique dans le cycle de vie du sourcing. Le modèle eSCM distingue les phases de Démarrage, de Fourniture et de Réversibilité, ainsi que les pratiques permanentes exercées tout au long du cycle de vie.

## Domaine d’aptitude
La seconde dimension est le domaine d’aptitude, dans lequel la pratique est classée, eu égard à la nature des fonctions du sourcing qu’elle aborde. Cette dimension contient des regroupements cohérents permettant de mieux utiliser et appréhender intellectuellement le modèle. Toutes les pratiques permanentes se retrouvent dans six des dix domaines d’aptitude : gestion de la connaissance, gestion des ressources humaines, gestion de la performance, gestion des relations, gestion de la technologie et gestion des risques. Les quatre autres domaines correspondent chacun à une phase du cycle de vie du sourcing. Il convient de noter une exception toutefois avec le Transfert du Service qui comprend à la fois des pratiques de Démarrage et de Réversibilité. Les autres domaines d’aptitude spécifiques à une phase sont : contractualisation, conception et déploiement du service et fourniture du Service.

## Niveau d’aptitude
La troisième dimension du modèle est le niveau d’aptitude. Les cinq niveaux d’aptitude d’eSCM-SP décrivent une trajectoire d’amélioration que les prestataires peuvent emprunter. Cette trajectoire permet de passer d’une réalisation empirique du sourcing à l’excellence de sa pratique :
- Niveau d’aptitude 1 : fournir les services
- Niveau d’aptitude 2 : satisfaire les exigences client de façon cohérente
- Niveau d’aptitude 3 : gérer la performance de sourcing de l'organisation
- Niveau d’aptitude 4 : accroître proactivement la valeur
- Niveau d’aptitude 5 : maintenir l'excellence